# Schulhaus Wylergut

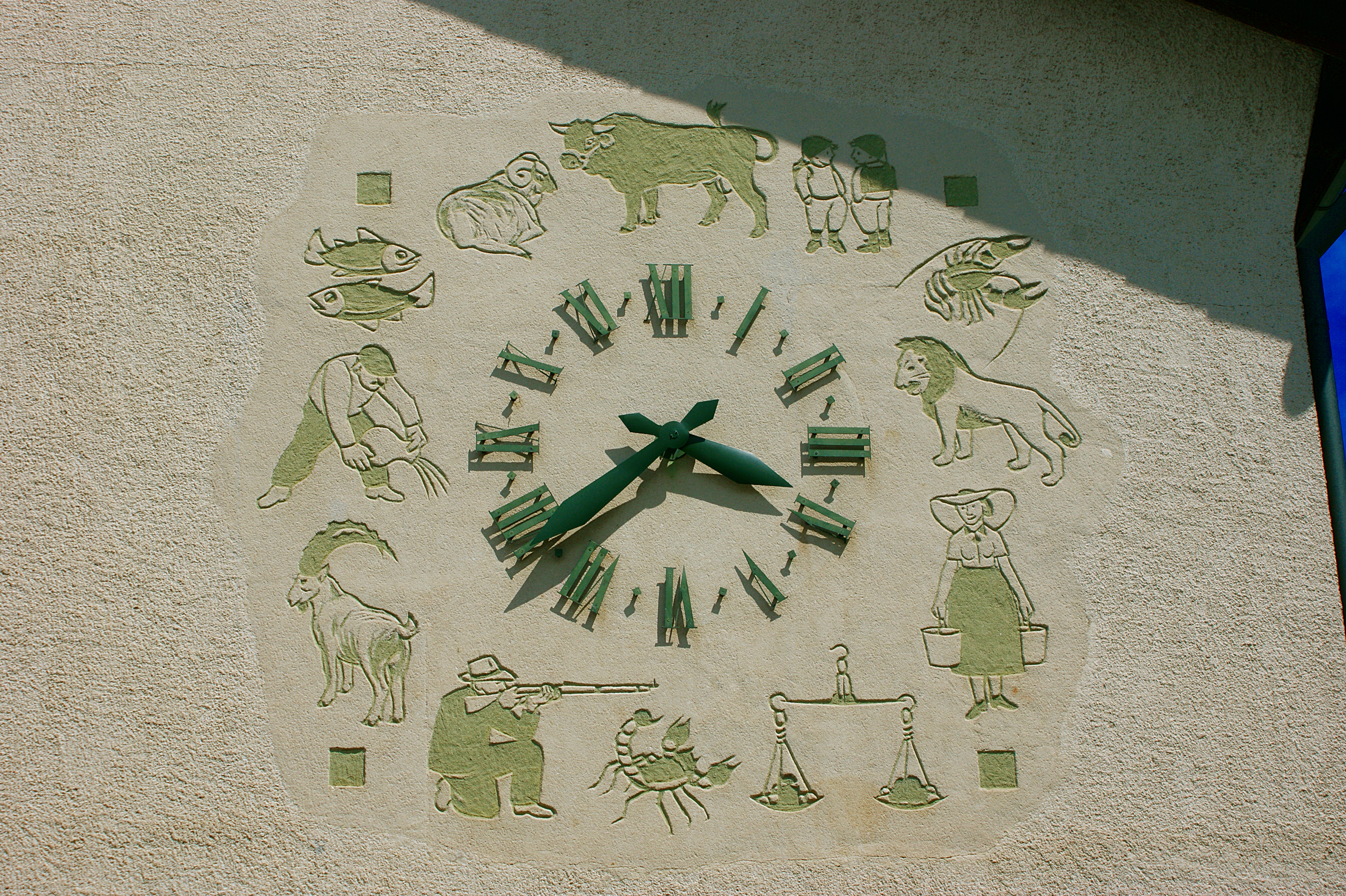
Sgraffito-Tierkreiszeichen-Uhr an der Pausenhofwand von Rudolf Mumprecht, 1949

Das Schulhaus Wylergut ist eine Bildungseinrichtung der Primarstufe für die Klassen 1 bis 6 im Nordquartier der Stadt Bern in der Schweiz. Es liegt im Wohngebiet des Ortsteils Breitenrain nördlich der Gleistrasse. Als Bauprojekt der Siedlungsgesellschaft Wylergut entstanden, gehört es zum Schulkreis Breitenrain-Lorraine und existiert seit 1948.

## Geschichte
Das Wohngebiet Wylergut entstand ab 1942 als geschlossene Überbauung ehemaligen Ackerlands rund um das Wylergut zu einer Wohnsiedlung grossen Stils mit zunächst 268 Wohneinheiten. Nach Ausbauende zählte das Wylergut rund 1300 Einwohnerinnen und Einwohner in 267 Ein-, einem Zwei- und 31 Mehrfamilienhäusern. Dazu gehörten auch ein Konsummarkt, eine Kläranlage sowie das Schulhaus und zwei Kindergartenpavillons. Das zuletzt als Diakonissenhaus genutzte Bauernhaus diente ab 1932 als Taubstummenheim, in welchem Sprach- und Gehörlose «mögliche Schulung und berufliche Förderung erfuhren».
Das Schulhaus besteht aus einem zweigeschossigen, länglichen Baukörper mit Satteldach, in dem acht Klassenzimmer untergebracht sind.
Besondere Beachtung erfuhr das Schulhaus ab Ende der 2010er Jahre wegen eines im Treppenhaus angebrachten, denkmalwürdigen Wandgemäldes. Dieses 1949 von den Künstlern Eugen Jordi und Emil Zbinden geschaffene Werk besteht aus 24 quadratischen Tafeln mit aufsteigend sortierten Buchstaben des Alphabets, die daneben symbolhaft einen Begriff zeigen, der mit diesem Buchstaben beginnt. Zu sehen waren «exotisierte Darstellungen von ‹Andern›», drei ikonografische Abbildungen von Männergesichtern anderer Kontinente. Das SRF umschreibt den Sachverhalt mit den Worten «der Chinese [sei] mit dem Buchstaben C, der Indigene mit dem I und der Afrikaner mit dem N» dargestellt.
Ein Farbanschlag, der drei dieser Tafeln mit schwarzer Farbe unkenntlich machte, löste eine Diskussion aus über kolonial geprägte Stereotypen. Betroffen waren ebendiese Tafeln mit den Buchstaben C, I und N. Begrifflichkeiten und Lebenswirklichkeiten, die zur Entstehungszeit nicht hinterfragt wurden, gelten heute unter zunehmendem Migrationsdruck als problematisch und provozieren Sachbeschädigungen. Der nach dieser Attacke gegründete Verein Das Bild muss weg erreichte die Übernahme durch das Historische Museum Bern, wo es zum Bestand hinzugefügt wurde. Thomas Pauli-Gabi vom Historischen Museum erklärte in einem Interview, es solle der Diskussion breiter Raum eingeräumt werden, um möglichst vielstimmig auch kontroverse Meinungen einzuholen. Fatima Moumouni vom Verein betonte im gleichen Interview, dass bestimmte Grundsätze wie beispielsweise die Existenz von Rassismus und Kolonialismus existent und nicht verhandelbar seien.